# Tintura a riserva

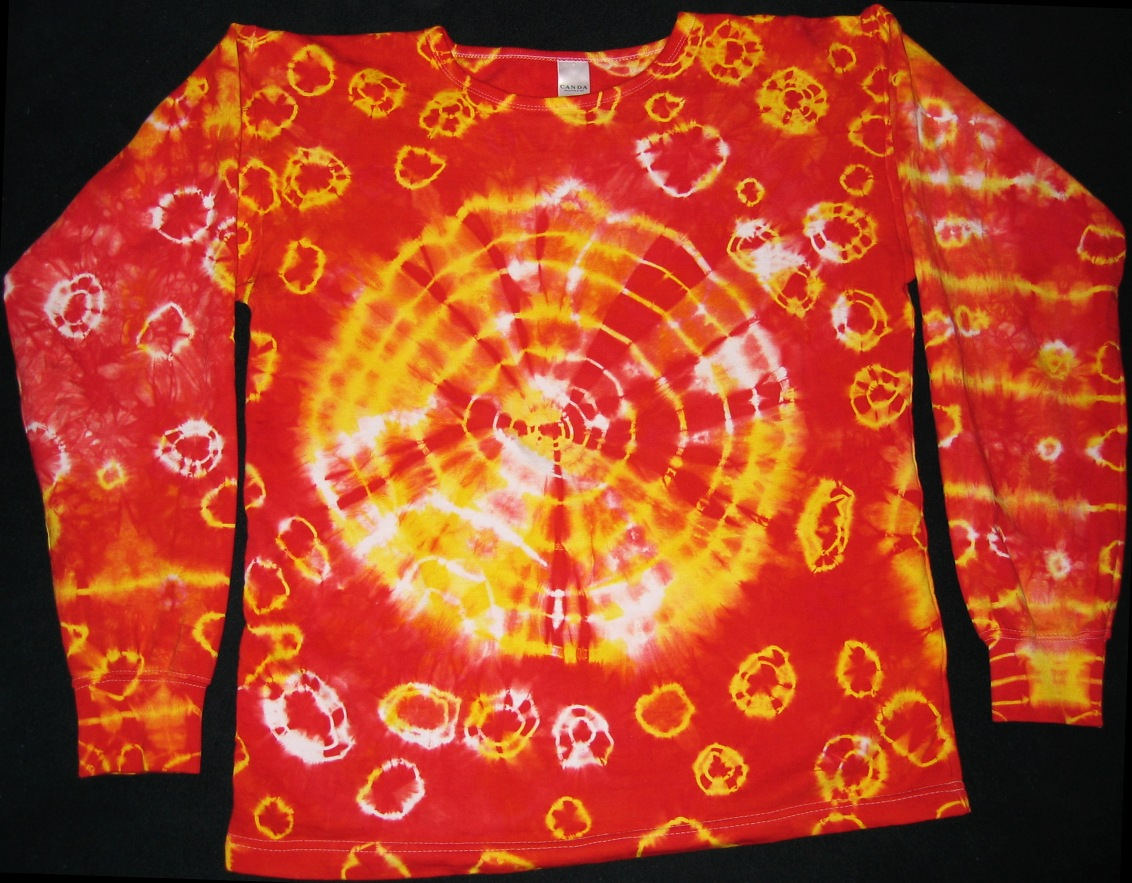
Il risultato della tintura con legatura

La tintura a riserva è un metodo di tintura parziale applicato a tessuti e filati. Si ottiene impermeabilizzando parte della superficie da tingere in modo che il colore della tintura non possa penetrare, in questo modo si ottengono disegni e variazioni di colore poiché la parte preservata (si definisce riservata) mantiene il colore originale mentre quella esposta prende il nuovo colore del bagno di tintura. Successive applicazioni di colori differenti possono produrre effetti molto complessi e di grande raffinatezza.

## Storia
Non si conosce il momento della scoperta delle tecniche di tintura a riserva, che probabilmente nascono da errori casuali nella tintura dei tessuti, dove macchie di grasso o di cera impediscono al colore del bagno di tintura di penetrare o in quella delle matasse dove i lacci legati troppo stretti lasciano delle righe non tinte sul filato. I primi ritrovamenti di frammenti di lino provengono dall'Egitto e risalgono al IV secolo, sono bende per le mummie che venivano imbevute di cera poi graffiata con uno stilo appuntito, tinte con una mistura di sangue e cenere venivano lavate con acqua calda per eliminare la cera. In Asia questa tecnica era praticata in Cina durante la dinastia T'ang (618-907), in India e in Giappone nel periodo Nara (645-794). In Africa era originariamente praticato dalle tribù Yoruba in Nigeria, Soninke e Wolof in Senegal. Strettamente legato in Indonesia all'uso in cerimonie rituali con altre tecniche a riserva come l'ikat e il Plangi (Giava, Bali).

## Tecnica

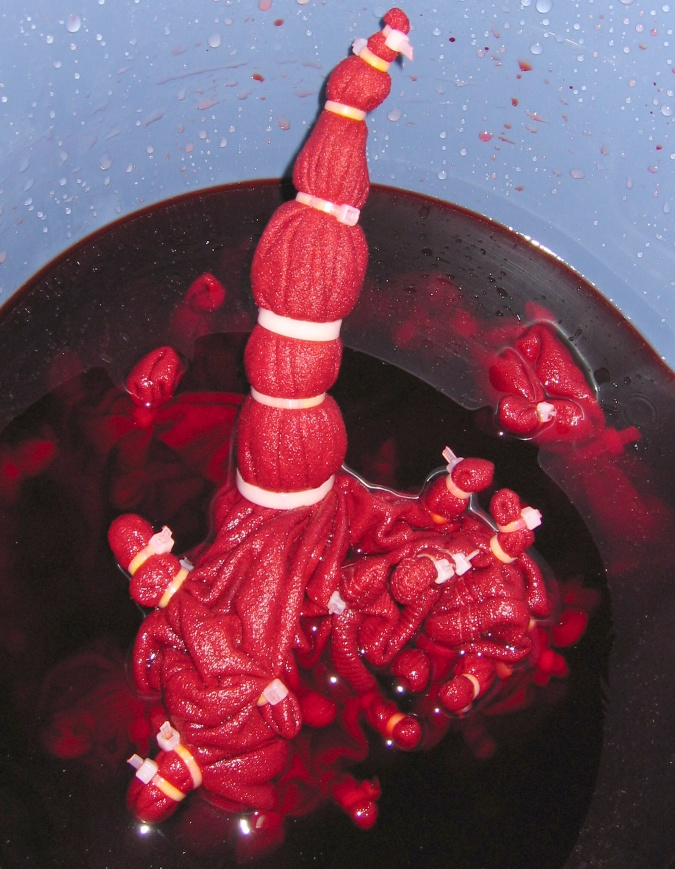
Legatura nel bagno colore

L'impermeabilizzazione si ottiene con materiali e metodi diversi, sostanzialmente di due tipi:
- con la legatura stretta;
- con un materiale che impregni il tessuto, come cera o paste vegetali.

### Legatura
La legatura molto stretta con uno spago di parte di una matassa o di un tessuto impedisce la penetrazione del colore della tintura, dopo l'asciugatura lo spago viene rimosso lasciando scoperta la parte non tinta, che si presenta abbastanza irregolare, con bordi non netti. Questo metodo si utilizza per tecniche tradizionali che prevedono la tintura dei filati di ordito o trama successivamente tessuti come:
- Ikat
- Plangi
- Chiné
- Shibori

e più recentemente su stoffa per:
- Tie and dye

### Impermeabilizzazione

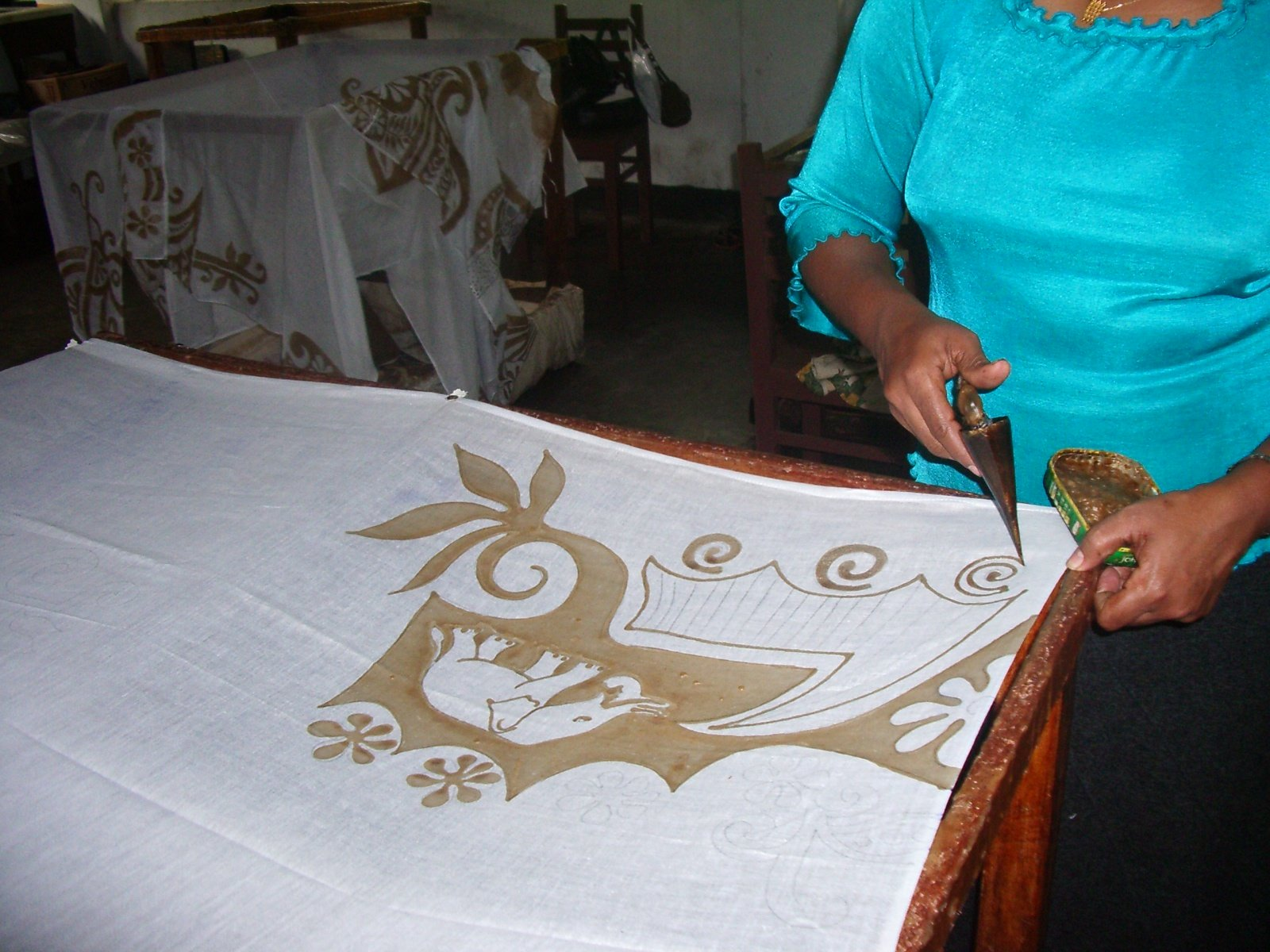
Preparazione con cera di un tessuto batik

La copertura di parti di tessuto impedisce al colore di penetrare, dopo l'asciugatura il materiale impermeabilizzante viene rimosso con il lavaggio o il calore, mettendo a nudo le zone non tinte, con successive applicazioni si ottengono disegni molto complessi e dettagliati.
Il materiale comunemente usato è la cera, per le sue caratteristiche di penetrazione nel tessuto, velocità di asciugatura e facilità di applicazione e successiva rimozione, paraffina, cera d'api, cere sintetiche, resine, vengono spesso miscelate con una piccola aggiunta di grasso o olio di cocco se si vuole evitarne la rottura. Nel passato o ancora in alcuni paesi per disponibilità dei materiali vengono utilizzati: l'argilla, l'amido e la pasta di cassava in Africa; i semi di arachide impastati con la calce in Giacarta; la colla ricavata dal riso in Giappone; la pasta di riso a Giava; la resina, le paste vegetali e il formaggio di soia in Cina.
Questo metodo si utilizza per:
- Batik
- Yuzen
- Serti
- Wax